# Ríos Rosas
Ríos Rosas és un barri del districte de Chamberí, a Madrid, que rep el seu nom en honor del polític del segle xix Antonio de Ríos Rosas. Limita al nord amb el barri de Cuatro Caminos (Tetuán), a l'oest amb Vallehermoso, a l'est amb El Viso (Chamartín) i al sud amb Almagro i Trafalgar. Està delimitat al nord pel carrer de Raimundo Fernández Villaverde, a l'est pel carrer de Bravo Murillo, a l'oest pel passeig de la Castellana i al sud pel carrer de José Abascal.

## Llocs emblemàtics
L'Escola Superior d'Enginyers de Mines va ser fundada en 1777 per Carles III a Almadén (Ciudad Real), on ja existia ensenyament. Els alumnes tenien una pensió i l'hostalatge era gratuït. Durant la Guerra del Francès, i fins a 1825, l'escola va estar tancada. En 1835 es va traslladar a Madrid, la seu del qual s'havia inaugurat el 7 de gener d'aquest any. A Almadén es va mantenir l'ensenyament pràctic. Des de 1893 al carrer de Ríos Rosas, en un edifici de Ricardo Velázquez.
El Museu Geominer, dependent de l'Institut Geològic i Miner d'Espanya, del Ministeri de Ciència i Innovació, té com a objectiu conservar, investigar i difondre el patrimoni geològic, paleontològic i mineral d'Espanya i les seves colònies. El seu origen es remunta a 1849, quan es crea la Comissió del Mapa Geològic d'Espanya. Està situat a la seu del Ministeri de Ciència i Innovació, al carrer de Ríos Rosas.